# Flávia Delaroli
Flávia Renata Delaroli Cazziolato (Ipatinga, 28 de dezembro de 1983) é uma nadadora brasileira.
Afastou-se da natação em 2012 e começou a estudar nutrição em 2014.

## Trajetória esportiva
Irmã caçula de dois nadadores campeões sul-americanos, começou a nadar aos cinco anos na Usipa, clube de sua cidade, Ipatinga/MG. Ganhou seu primeiro campeonato aos 12 anos e, no ano seguinte, conquistou o campeonato brasileiro. Aos 15 anos, foi treinar em Corel Spring, na Flórida, onde permaneceu por dois anos.
Aos 15 anos de idade participou dos Jogos Pan-americanos de 1999, realizados em Winnipeg, onde ganhou a medalha de bronze na prova dos 4x100 metros livres.
Ela esteve no Campeonato Mundial de Natação em Piscina Curta de 2002 em Moscou, onde foi à final dos 4x100 metros livre, ficando em oitavo lugar. Também ficou em 19ª nos 50 metros livre, e em 33º nos 100 metros livre.
No Campeonato Mundial de Esportes Aquáticos de 2003 em Barcelona, ficou em 18º lugar nos 50 metros livre, em 24º nos 100 metros livre, em 14º nos 4x100 metros livre e em 14º nos 4x100 metros medley.
Nos Jogos Pan-americanos de 2003, realizados em Santo Domingo, ganhou a medalha de prata nos 50 metros livre, e o bronze nos 4x100 metros livre. Também ficou em 4º lugar nos 100 metros livres.
Participou dos Jogos Olímpicos de Verão de 2004 em Atenas, onde foi à final da prova dos 50 metros livre, terminando em oitavo lugar com o tempo de 25s17. Obteve também o 12º lugar nos 4x100 metros livre.
Se tornou recordista sul-americana no revezamento 4x100 medley medley, com a marca de 4m09s26, obtida em 11 de setembro de 2004 com Talita Ribeiro, Mariana Katsuno e Júlia Leão.
No Campeonato Mundial de Natação em Piscina Curta de 2004, Flávia Delaroli quase conseguiu uma histórica medalha, terminando em 4º lugar nos 50 metros livre, a dois centésimos do bronze. Também chegou em 4º lugar nos 4x100m livres. Neste revezamento, de 10 de outubro de 2004, Flávia Delaroli bateu o recorde sul-americano, com 3m41s52, nadando com Flávia de Jesus, Rebeca Gusmão e Tatiana Lemos.
Esteve no Campeonato Mundial de Esportes Aquáticos de 2005, onde ficou em 12º nos 50 metros livre.
Bateu o recorde sul-americano dos 50 metros livre em piscina curta em 16 de dezembro de 2005, com a marca de 24s36.
Participou do Campeonato Mundial de Natação em Piscina Curta de 2006, e ficou em 12º nos 50 metros livre.
No Campeonato Pan-Pacífico de Natação de 2006, realizado no Canadá, Flávia obteve uma histórica medalha de bronze na prova dos 50 metros livres.
No Campeonato Mundial de Esportes Aquáticos de 2007 ficou em 23º nos 50 metros livre, e em 32º nos 100 metros livre.
Nos Jogos Pan-americanos de 2007, no Rio de Janeiro, ganhou a medalha de prata nos 100 metros livre, e o bronze nos 50 metros livre. Nos 50 metros livre ela chegou em quarto lugar, mas Rebeca Gusmão perdeu o ouro por doping e Flávia herdou o bronze. Flávia também teria ganho a medalha de prata nos 4x100m livres, porém esta medalha também foi cassada pelo doping de Rebeca Gusmão.,
Nos Jogos Olímpicos de Verão de 2008 em Pequim, Flávia disputou vaga para a final dos 50 metros livre, mas ficou em 22º lugar e foi eliminada. Também obteve o 13º lugar nos 4x100 metros livre. 
Em 9 de agosto de 2008 se tornou recordista sul-americana no revezamento 4x100 metros livre: 3m42s85, junto com Tatiana Lemos, Michelle Lenhardt e Monique Ferreira.
Flávia obteve o índice para o Mundial de Roma nos 50 metros livre, com novo recorde sul-americano (25s06) obtido em Palhoça, em 12 de dezembro de 2008.
No Campeonato Mundial de Esportes Aquáticos de 2009 em Roma, Flávia ficou em 25º nos 50 metros livre.
Em 17 de dezembro de 2009 bateu o recorde brasileiro dos 50 metros livre em piscina olímpica, com a marca de 24s98.
Participou do Campeonato Mundial de Natação em Piscina Curta de 2010, onde ficou em 12º nos 50 metros livre, 22º nos 100 metros livre, e foi à final dos 4x100 metros livre, terminando em 8º lugar. Neste revezamento, bateu o recorde Sul-Americano, com o tempo 3m35s95, junto com Tatiana Lemos, Michelle Lenhardt e Julyana Kury
No Campeonato Mundial de Esportes Aquáticos de 2011 em Xangai, obteve o 18º lugar nos 50 metros livre, e o 13º nos 4x100 metros livre.
Nos Jogos Pan-americanos de 2011 em Guadalajara, ganhou a medalha de prata nos 4x100 metros livre. Também ficou em sexto lugar nos 50 metros livre.
Encerrou a carreira no Campeonato Mundial de Natação em Piscina Curta de 2012, onde ainda conseguiu ir à final dos 50 metros livre, terminando em oitavo lugar, e à final dos 4x100 metros livre, ficando em sexto lugar.

### Suspensão
Em um teste anti-dopagem realizado durante as provas da Tentativa Olímpica para Londres em 2012, este acusou a presença da substância tuaminoheptano, proibida no esporte. Flávia alegou que a substância compõe um medicamento de uso frequente mas foi punida pela Confederação Brasileira de Desportos Aquáticos com uma suspensão de três meses.

### Recordes
Flávia Delaroli é a atual detentora, ou ex-detentora, dos seguintes recordes:
Piscina olímpica (50 metros)
- Ex-recordista brasileira dos 50 metros livre: 24s98, obtidos em 17 de dezembro de 2009[44]
- Ex-recordista sul-americana no revezamento 4x100 metros livre: 3m42s85, obtidos em 9 de agosto de 2008 com Tatiana Lemos, Michelle Lenhardt e Monique Ferreira.[28]

Piscina semi-olímpica (25 metros)
- Ex-recordista sul-americana dos 50 metros livre: 24s36, obtidos em 16 de dezembro de 2005[20]
- Ex-Recordista Sul-Americana no revezamento 4x100 metros livre: 3m35s95, obtidos em 18 de dezembro de 2010 com Tatiana Lemos, Michelle Lenhardt e Julyana Kury[35]
- Ex-recordista sul-americana no revezamento 4x100 metros medley: 4m09s26, obtidos em 11 de setembro de 2004 com Talita Ribeiro, Mariana Katsuno e Júlia Leão[15]